# Bhandar Kumta, Aurad
Bhandar Kumta là một làng thuộc tehsil Aurad, huyện Bidar, bang Karnataka, Ấn Độ.